# بونگولاوا
بونگولاوا (Bongolava) یکی از ۲۲ منطقه کشور ماداگاسکار است.

## ناحیه ها
منطقه بونگولاوا از ۲ ناحیه تشکیل شده است:
- فنوآریوو-آفوووآنی (Fenoarivo-Afovoany)
- تسیروآنوماندیدی (Tsiroanomandidy)